# Тер-Петросян, Левон Акопович
Лево́н Ако́пович Тер-Петрося́н (арм. Լևոն Հակոբի Տեր-Պետրոսյան; род. 9 января 1945, Алеппо, Сирия) — советский и армянский государственный и политический деятель, первый президент Республики Армения (1991—1998), доктор филологических наук, профессор.

## Биография

### Предки
Отец, Акоп Тер-Петросян. Родоначальник фамилии священник Петрос по поручению киликийского католикоса Ованеса Аджнеци в 1720 году переселился из Сиса в Муса Лер. Дед по отцу Петрос Тер-Петросян был членом Социал-демократической партии Гнчакян. Мать Азатуи Гарибян. Дед по матери Петрос Гарибян, был сторонником партии Дашнакцутюн.

### Ранние годы
Родился в сирийском городе Алеппо. В 1946 году семья переехала в Армянскую ССР. В 1963 году Тер-Петросян поступил на филологический факультет Ереванского государственного университета. Играл в студенческом любительском театре. В 1968 году окончил университет и поступил в аспирантуру Института литературы имени Манука Абегяна при Академии наук Армянской ССР. Впоследствии продолжил обучение в аспирантуре Ленинградского института востоковедения. В 1972 году защитил диссертацию по армяно-ассирийским литературным связям, став кандидатом филологических наук. В годы учёбы в Ленинграде, Тер-Петросян познакомился со своей будущей женой Людмилой Фраимовной Плисковской.
В 1972—1978 годах Тер-Петросян был младшим научным сотрудником в Институте литературы. С 1978 года работал в Институте древних рукописей Матенадаран имени Месропа Маштоца при Совете министров Армянской ССР на должности учёного секретаря, а с 1985 года — в качестве старшего научного сотрудника. В 1987 году в Ленинграде защитил диссертацию на соискание учёной степени доктора филологических наук (тема диссертации — "Армяно-ассирийские связи в 4-5 веках"). Параллельно с основной работой в Матенадаране с 1985 по 1988 год преподавал в Эчмиадзинской духовной семинарии. С 1988 года Левон Тер-Петросян являлся членом комитета «Карабах», требовавшего вывода Нагорно-Карабахской Автономной области из-под юрисдикции Азербайджанской ССР, и одним из руководителей Армянского общенационального движения (АОД). В декабре 1988 года вместе с другими членами комитета «Карабах» был арестован. Обвинялся в «организации массовых беспорядков» и «разжигании межнациональной розни». В мае 1989 года под давлением общественности был освобождён.
В августе 1989 года Тер-Петросян был избран депутатом Верховного Совета Армянской ССР, а в ноябре 1989 года — председателем АОД. В августе 1990 года стал председателем Верховного Совета Армении нового созыва. Под его председательством 23 августа 1990 года были принята декларация о независимости Армении.

### Президент Армении

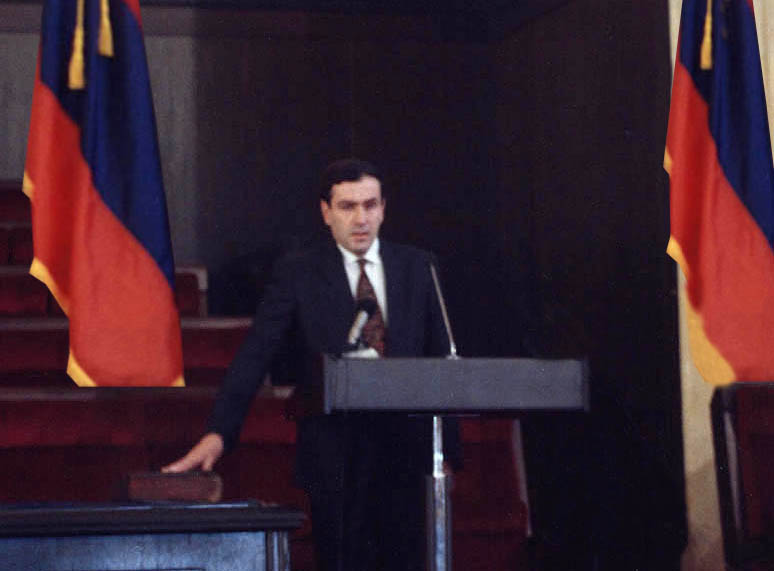
Инаугурация Тер-Петросяна

17 октября 1991 года Тер-Петросян был избран первым президентом независимой республики Армения. За его кандидатуру проголосовало 83,4 процента избирателей. 11 ноября вступил в должность. В 1991—1995 годах руководил работой конституционной комиссии. Разработанный комиссией текст конституции был принят на всенародном референдуме в июле 1995 года.
23 декабря 1995 года Левон Тер-Петросян был выдвинут кандидатом в президенты Республиканской партией Армении. 22 сентября 1996 года Тер-Петросян был вторично избран президентом Армении, получив 51,75 процента голосов избирателей и, таким образом, победив уже в первом туре. Его основной противник экс-премьер Вазген Манукян набрал 41,29 процента. Всего в выборах приняло участие 60,5 процента избирателей.
3 февраля 1998 года Тер-Петросян подал в отставку с поста президента страны. Причиной отставки стал раскол в правительстве Армении. Премьер-министр Роберт Кочарян, министр обороны Вазген Саргсян (Саркисян) и министр внутренних дел и национальной безопасности Серж Саргсян не поддержали предложенный Тер-Петросяном план по урегулированию Нагорно-Карабахского конфликта, включавший демилитаризацию зоны конфликта и возвращение Азербайджану ряда населенных пунктов, занятых в ходе боевых действий 1992—1994 годов. Новым президентом в марте того же года был избран Роберт Кочарян.

### Отставка
В сентябре 1997 года Тер-Петросян дал одну из своих редких пресс-конференций. Он тщательно обрисовал пять возможных вариантов для Армении. Первым было поддержание статус-кво: де-факто независимость Арцаха, сотни тысяч азербайджанских беженцев, живущих в палаточных городках, блокада Армении со стороны Азербайджана и продолжающееся давление со стороны международного сообщества. Он отверг этот вариант, поскольку он привёл бы к «потере всего, чего мы добились за эти годы». Он продолжил:
«Это случилось в Боснии. Сербы потеряли всё. Я не думаю, что поддержание статус-кво является реальным вариантом. Мы можем упорствовать год или два, но международное сообщество будет раздражено и у него кончится терпение».
Он также отверг вариант с признанием Карабаха полностью независимым государством или его присоединением к Армении. Подобные шаги по сути стали бы ультиматумом как для Азербайджана, так и для всего мира. Он также отверг вариант с возобновлением войны для того, чтобы Карабах каким-то образом заставил бы Азербайджан отказаться от него:
«Я не думаю, что Карабах способен поставить Азербайджан на колени, поскольку для этого ему придётся брать Баку. Но если он предпримет попытку захватить сейчас хотя бы ещё один район, не говоря уже о Баку, то мир не потерпит этого».
Таким образом, оставалось всего два практических варианта. Первым был «пакетный» подход к миру: единоразовое урегулирование, которое включало бы в себя одновременное возвращение оккупированных территорий за исключением Лачинского коридора, размещение миротворческих сил вдоль карабахско-азербайджанской границы, снятие блокады, возвращение беженцев в свои дома и установление вдоль границ буферной зоны. Нерешённым оставался бы наиболее трудный вопрос — о статусе Карабаха. Тер-Петросян заявил, что Армения была готова подписаться под пакетным подходом, но когда и Карабах, и Азербайджан письменно отвергли его, правительство Армении было вынуждено отвергнуть его. Тер-Петросян заключил, что единственным оставшимся вариантом было пошаговое движение к миру. Вопрос статуса должен был быть отложен до того, как будут осуществлены первые шаги. Тер-Петросян заявил, что Азербайджан согласился на этот подход и пообещал, что вскоре Армения также даст свой ответ.
Откровенность Тер-Петросяна и его намёк на то, что Армения может склониться к пошаговому решению, в то время как Карабах отвергает его, ознаменовали устойчивое скатывание в политический кризис, который завершился его отставкой в начале февраля 1998 года. Его трезвый реалистический взгляд в отношении политических и экономических тенденций на Южном Кавказе обрисовал будущее, в котором бедная ресурсами Армения столкнётся с богатым нефтью и газом Азербайджаном. Он рассудил, что победа в войне дала возможность Еревану не для того, чтобы выстоять, а для того, чтобы заключить сейчас такую сделку, которая гарантировала бы и безопасность Карабаха, и политико-экономическое процветание Армении. Пошаговый подход, который должен был начаться с вывода армянских войск с оккупированных территорий за пределами Карабаха, привёл бы к появлению взаимного доверия, которое могло бы привести к долгосрочному решению.
Столь тяжёлая для принятия армянами убеждённость президента в том, что ни независимость Карабаха, ни его присоединение к Армении не являются возможными итогами переговорного процесса, была и вправду необычайной для политика, нуждавшегося в базе поддержки и среди ереванских, и среди степанакертских элит. По сути дела он сказал армянам, что они должны принять то, что Карабах будет формально (де-юре) частью Азербайджана, в то время как азербайджанцам придется принять то, что карабахские армяне будут обладать де-факто полным самоуправлением. Детали этого странного гибридного соглашения всё ещё предстояло проработать.
Движение Тер-Петросяна в сторону компромисса, который во многом был также приемлемым для Азербайджана, ускорил открытый разрыв с правительством Карабаха, которое отвергало основные принципы соглашения Минской группы ОБСЕ, которое они интерпретировали как предполагавшее «вертикальное подчинение» Карабаха правительству в Баку. В Армении в конце 1997 года и в начале нового года шла интенсивная внутриправительственная борьба. После того, как карабахские власти отвергли предложения Тер-Петросяна, многие из главных соратников в правительстве и парламенте покинули его. Тер-Петросян принял решение подать в отставку, чем рисковать конфронтацией с могущественными министрами обороны и внутренней безопасности. Было сформировано новое правительство во главе с бывшим главой Карабаха (на тот момент премьер-министром Армении) Кочаряном, который несколько недель спустя сам был избран президентом Армении. Практически сразу же правительство Армении заняло более жёсткую позицию в отношении карабахского вопроса.

### После отставки
После отставки Тер-Петросян на длительное время отказался от участия в публичной политике и редко покидал пределы Армении. Был научным сотрудником Матенадарана. В мае 2007 года появлялась информация, что он может занять пост директора этого института. Тер-Петросян работал над шеститомным фундаментальным исследованием «Армяне и крестоносцы», которое было посвящено истории Армянского государства XI—XVI веков. В 2005 году в свет вышел первый том исследования, а в 2007 году — второй.
26 октября 2007 года Тер-Петросян выступил на митинге оппозиции в Ереване, где сообщил, что примет участие в президентских выборах, назначенных на февраль 2008 года. При этом он заявил, что нынешняя власть в Армении «порочна, унизительна, и не делает чести нашему народу». Также Тер-Петросян заявлял, что в случае победы он намерен «демонтировать криминальную структуру власти» и добровольно уйти через три года. 18 января 2008 года ЦИК Армении зарегистрировал девять кандидатов в президенты, в том числе Тер-Петросяна. 19 февраля 2008 года выборы состоялись. На следующий день ЦИК объявил о том, что преемник Кочаряна и действующий премьер Серж Саргсян выиграл их уже в первом туре, набрав 52,86 процента голосов. Тер-Петросян занял второе место, набрав 21,50 процента голосов. Третьим стал лидер оппозиционной партии «Оринац Еркир» и экс-спикер парламента Артур Багдасарян, получивший 16,66 процента.
20 февраля 2008 года возглавляемая Тер-Петросяном оппозиция провела в Ереване митинг протеста, в которых участвовало несколько тысяч человек. Выступая перед собравшимися, экс-президент заявил: «Я выиграл выборы и отстою свою победу. У меня хватит решимости это сделать, даже если рядом со мной никого не останется». На следующий день протестующие начали сидячую забастовку, а ближе к вечеру установили палатки.
Утром 1 марта 2008 года полиция разогнала очередной митинг сторонников Тер-Петросяна. Сам бывший президент был под конвоем службы госохраны доставлен в свою резиденцию. По данным СМИ, хотя официально он не находился под домашним арестом, полиция не разрешала ему покидать здание резиденции. После этого сторонники Тер-Петросяна собрались на площади Еревана (между посольствами Италии, Франции и России), где начали из подручных средств строить баррикады. В итоге акция протеста переросла в вооруженное столкновение с полицией и солдатами внутренних войск, сопровождавшееся массовыми беспорядками, в которых участвовали около семи тысяч человек. По официальным данным, в ходе беспорядков пострадал 131 человек, из которых восемь погибли от огнестрельных ранений. В тот же день Кочарян объявил о введении в Ереване чрезвычайного положения на ближайшие 20 дней. После этого 2 марта Тер-Петросян обратился к своим сторонникам с призывом разойтись, и они покинули место митинга. 8 марта Конституционный суд Армении отклонил иски Тер-Петросяна и другого кандидата Тиграна Карапетяна об отмене решения Центризбиркома о результатах выборов и признал победу Саргсяна. 10 марта режим чрезвычайного положения был смягчён, а в ночь на 21 марта и вовсе отменён.
Начиная с лета 2008 года оппозиция стала организовывать регулярные крупные акции протеста, добиваясь освобождения арестованных после мартовских беспорядков в Ереване, увольнения ряда высших чиновников, а впоследствии и отставки президента Саргсяна. Во время одной из акций, 1 августа 2008 года, 15 партий и одна общественно-политическая организация объявили о создании единого Армянского национального конгресса (АНК), фактическим лидером которого стал Тер-Петросян. В марте 2009 года Тер-Петросян возглавил список, выдвинутый АНК (в который к этому времени входили уже 18 партий) на выборах в Совет старейшин Еревана — городской парламент армянской столицы. При этом по армянскому законодательству Тер-Петросян автоматически стал и кандидатом на пост мэра столицы Армении. Сразу после выборов, прошедших 31 мая того же года, АНК объявил о своей победе, но согласно официальным результатам список оппозиции набрал лишь чуть более 17 процентов голосов. 1 июня 2009 года Тер-Петросян заявил, что АНК отказывается от мандатов в Совете старейшин, оппозиция окончательно отказывается от диалога с властью и не признают ни одного документа, подписанного Саргсяном, «особенно если он касается Карабаха или армяно-турецких отношений». При этом 19 июня, спустя несколько недель после выборов, в Армении была объявлена амнистия, подразумевавшая, в частности, выход на свободу осуждённых участников беспорядков марта 2008 года. Таким образом, было удовлетворено одно из главных требований оппозиции.
На парламентских выборах в 2012 году, партия Армянский национальный конгресс получила 7 мест в Национальном собрании Армении, список возглавил Тер-Петросян, но отказался от мандата.
В выборах президента Армении 2013 года Тер-Петросян отказался участвовать по возрасту. Он пояснил: «Насколько мне известно, пока никто не поднимал вопроса о том, может ли человек, уважающий свой народ, в возрасте 68 лет претендовать на должность президента. В развитых демократических странах обычно такого не происходит».
С начала 2014 года партии Армянский национальный конгресс (АНК), Процветающая Армения, Наследие и Армянская революционная федерация «Дашнакцутюн» начинают тесно сотрудничать по всем внутриполитическим и социальным вопросам, в частности организуются совместные митинги против новой пенсионной реформы, проводимой правительством РА. 1 марта 2014 года выступая на митинге Армянского национального конгресса Левон Тер-Петросян объявляет о создании политического союза «великолепной четверки», в которую в частности входили все невластные фракции Национального Собрания Армении, в том числе возглавляемая Тер-Петросяном партия. 1 апреля 2014 года «великолепная четверка» объявляет о намерении 28 апреля заявить вотум недоверия Правительству, и в связи с этим 28-30 апреля на площади Свободы четверка неправящих сил проведет круглосуточные митинги. 3 апреля премьер-министр Армении подаёт в отставку, формируется новое правительство.
10 октября 2014 года партия АНК во главе с Л. Тер-Петросяном приняла участие в митинге против внутренней политики правящей власти.
В 2016 году у Тер-Петросяна был диагностирован рак кишечника, он прошел курс лечения в США.
В 2019 году Тер-Петросян выиграл дело в Европейском суде по правам человека о разгоне митинга его сторонников в 2008 году.
Помимо родного армянского языка Тер-Петросян владеет русским, английским, французским, немецким, латинским, арабским, ассирийским, древнегреческим и древнеармянским языками.

## Семья
Отец — Акоп Петрович Тер-Петросян (1908 — 1994).
Мать — Азатуи Петровна Тер-Петросян (1915 — 2003).
Братья — Тельман, Камо и Петрос. Сестра — Астхик.
Супруга — Людмила Фроимовна Тер-Петросян (урожд. — Плесковская) — филолог-германист. Родилась 20 декабря 1947 года в Ленинграде. Основатель и лидер все-армянского Союза Женщин, неправительственной организации, работающей, чтобы защитить права женщин и детей.
Тесть — Фроим Абрамович Плесковский (1913 — ?), был офицером, участником Финской и Второй мировой войн.
Теща — Хая Шмулевна Перель, была доктором, принимала участие в защите Ленинграда.
Сын — Давид Левонович Тер-Петросян — экономист.
Невестка — Лилит Тер-Петросян (урождённая Шахназарян) - востоковед, специалист семитских языков, преподает в ЕГУ.
Внуки — Левон (р. 1998), Акоп (р. 2003) и Людмила (р. 2005).

### Научные труды

#### Книги
1. «Восточные мученики» Авраама Исповедника. Текстологическое исследование, Ереван, 1976, 204 с. (на арм. яз.). Рецензии: Г. Мелконян, «Вестник общественных наук» АН Арм. ССР, 1977, № 5, с. 109–110 (на арм. яз.); Michel van Esbroeck. Abraham le Confesseur (Ve s.) traducteur des passions des martyrs perses, à propos d’un livre récent.– «Analecta Bollandiana», t. 95, Bruxelles, 1977, p. 169–179.
2. Аноним Эдесский, Хроника. Перевод с оригинала, предисловие и примечания, «Иноязычные источники об Армении и армянах, вып. 12: Сирийские источники II» Ереван, 1982, 266 с. (на арм. яз.). Рецензии]. Г. Мелконян, «Вестник общественных наук» АН Арм. ССР, 1983, № 6, с. 96–98 (на арм. яз.); G. Dédéyan. «Revue des Études Arméniennes», N.S., t. XVII, Paris, 1983, p. 658–662.
3. Древнеармянская переводная литература, «Издательство Советакан грох», Ереван, 1984, 60 с. (на арм. яз.).
4. Древнеармянская переводная литература. Ереван, 1984, 52 с.
5. La litterature arménienne ancienne de traduction, trad. franç. par Aïda Tcharkhtchyan, Erevan, 1984, 48 p.
6. Textes Arméniens relatifs à S. Éphrem, édités par Lévon Ter-Pétrossian, «Corpus Scriptorum Christianorum Orientalium», vol. 473: Scriptores Armeniaci, tomus 15, Lovanii, in Aedibus E. Peeters, 1985, 123 p.
7. Textes Arméniens relatifs à S. Éphrem, trad. franç par Bernard Outtier, «Corpus Scriptorum Christianorum Orientalium», vol. 474: Scriptores Armeniaci, tomus 16, Lovanii, in Aedibus E. Peeters, 1985.
8. Роль сирийцев в культурной жизни Киликийской Армении в XII–XIII вв., «Арменологическая библиотека Базмавеп», вып. 28, Венеция – Св. Лазарь, 1989, 89 с. (на арм. яз.); резюме на французском: с 81–86).
9. Ancient Armenian Translations (английский и западноармянский переводы книги «Древнеармянская переводная литература», переводчики: протоиерей Григор Магсутян и Нубар Купелян), St. Vartan Press, New York City, 1992, 112 p.
10. Лекции по армянской церковной литературе V в. (Дидаскалия св. Григория Просветителя, Сборник «Ачахапатум», Гомилии Иоанна Мандакуни, «Опровержение канонов Халкидонского Собора» Тимофея Элура), издатель: архиепископ Езник Петросян, Сочи, 1993, 80 с. (на арм. яз.).
11. Книга Псалмов, перевод с древнеармянского, «Новый восточноармянский перевод Ветхого и Нового Заветов Библии», Св. Эчмиадзин, 1994, с. 735–832 (на арм. яз.).
12. The Armenian-Syriac cultural relations, translated by Boghos Sarajian, Sidawi Printing House, Damascus – Syria, 1997, 253 p. (арабский перевод книги «Восточные мученики» Авраама Исповедника. Текстологическое исследование»).
13. Крестоносцы и армяне, том 1: Исследование (с. 3–140), переводы с французского и английского (с. 141–411), примечания (с. 413–467), приложение (с. 469–484), «Армянская библиотека фонда Галуста Гюлбенгяна», Ереван, 2005, 551 с. (на арм. яз.).

[Рецензии]: Торос Торанян, еженедельник «Арарат», Бейрут, № 23–29, 12.12.2005 (на арм. яз.); Азат Бозоян, газета «Арач», Париж, 4.06.2006 (на арм. яз.); Азат Бозоян, «Историко-филологический журнал», Ереван, 2006, № 1, с. 309–313 (на арм. яз.); Г. Арутюнян, «Вестник общественных наук» АН Армении, 2006, № 3, с. 245–248 (на арм. яз.).
1. Крестоносцы и армяне, том 2: Историко-политологическое исследование – Право престолонаследия и легитимность власти в Киликийской Армении, «Армянская библиотека фонда Галуста Гюлбенгяна», Ереван, 2007, 672 с. (на арм. яз.).

[Рецензия]: Азат Бозоян, «Историко-филологический журнал», Ереван, 2007, № 3, с. 220–230 (на арм. яз.).
1. Ancient Armenian Translations, translated from Armenian by professor of Hokkaido University Toda Satoshi, Tokyo, 2013, 25 p. (Японский перевод книги «Древнеармянская переводная литература»).

#### Статьи
1. Авраам Исповедник и его литературное наследие, «Эчмиадзин», 1971, № 3, с. 56–63 (на арм. яз.).
2. Место жития Милеса в сборнике Маруты Майферкатского.– «VII годичная научная сессия Ленинградского отделения Института востоковедения Академии наук СССР (краткие сообщения)». М.–Л., 1971, с. 38–40.
3. Житие Милеса и его переводы.–  «Вестник общественных наук» АН Арм. ССР, 1971, № 10, с. 45–53.
4. Сборник Маруты Майферкатского как историко-литературный памятник (проблемы источниковедения).– Автореферат диссертации на соискание ученой степени кандидата филологических наук. Л., 1972.
5. Два сирийских агиографических памятника, известных по армянскому переводу (мартирий Иаздандухт и мартирий Бардишо).– «Палестинский сборник», вып. # (88). Л., 1974, с. 144–151.
6. Фонетика среднеармянского языка согласно сирийским источникам, «Историко-филологический журнал», Ереван, 1974, № 3, с. 139–154 (на арм. яз.).
7. Армянский перевод Псалмов и его архетип, «Эчмиадзин», 1975, № 1, с. 41–51, № 4, с. 37–45, № 6, с. 58–64, № 9, с. 49–57, 1976, № 8/9, с. 22–24 (на арм. яз.).
8. О значении предисловия к сборнику Маруты Майферкатского – «Древний Восток», № 2. Ереван, 1976, с. 238–250, резюме на английском, с. 310.
9. «Элегия о падении Эдессы» Нерсеса Шнорали и сирийская литература эпохи, в кн. «Нерсес Шнорали, сборник статей», Ереван, 1977, с. 201–211 (на арм. яз.).
10. О значении древнеармянских переводов сочинений Ефрема Сирина. – «Конференция по истории средневековой письменности и книги. Тезисы докладов». Ереван, 1977, с. 93–94.
11. К вопросу о датировке «Истории Тарона» (по поводу книги К. В. Айвазяна).– «Вестник Ереванского университета», 1977, № 3, с. 143–159. [Рецензия]: Patrick Donabédian. «Revue des Études Arméniennes», N. S. 14, Paris, 1980, p. 481–482.
12. Характерные черты начального периода армяно-сирийских литературных отношений. «Тезисы докладов III всесоюзной конференции семитологов, посвященной памяти акад. Г. В. Церетели». Тбилиси, 1977, с. 98–99.
13. Мадраше Ефрема Сирина. Текстологические уточнения, «Андес амсореа», № 92, Вена, 1978, с. 15–48 (на арм. яз.).
14. «История Тарона» в свете «критики» К. В. Айвазяна. – «Литературная Армения», 1978, № 2, с. 102–108. [Рецензия]: Patrick Donabédian. «Revue des Études Arméniennes», N. S. 14, Paris, 1980, p. 481–482.
15. «Житие святого Даниила Галашского», приписываемое Иакову Серугскому, «Эчмиадзин», 1979, № 3, с. 22–40 (на арм. яз.).
16. L’attribution du recueil des passions des martyrs perses à Maroutha de Maypherqat. – «Analecta Bollandiana», t. 97, Bruxelles, 1979, p. 129–130.
17. Армяне в средневековом Нисибине и в южных областях Великой Армении, «Историко-филологический журнал», Ереван, 1979, № 3, с. 80–92 (на арм. яз.).
18. Крупнейший исследователь армяно-сирийских отношений – Ерванд Тер-Минасян, «Эчмиадзин», 1980, № 2–3, с. 64–69 (на арм. яз.).
19. Маштоцовские традиции и армянская миссия в стране Гуннов по Захарию Ритору, «Историко-филологический журнал», Ереван, 1981, № 1, с. 107–119 (на арм. яз.).
20. Архетип армянского перевода «Катехез» Кирилла Иерусалимского, «Эчмиадзин», 1981, № 11–12, с. 42–48 (на арм. яз.).
21. Опыт периодизации древнеармянской переводной литературы, «Эчмиадзин», 1982, № 4, с. 45–52 (на арм. яз.).
22. «Толкование Восьмикнижия» Евсевия Эмесского и вопросы теории перевода в армянской литературе V в., «Историко-филологический журнал», Ереван, 1982, № 4, с. 56–68 (на арм. яз.).
23. Вдумчивый историк и обаятельный человек – Гайк Мелконян, «Эчмиадзин», 1983, № 1, с. 57–60 (на арм. яз.).
24. Архетип армянского перевода «Шестоднева» Василия Кесарийского, «Историко-филологический журнал», Ереван, 1983, № 2–3, с. 264–278 (на арм. яз.).
25. Отголоски «Дидаскалии Григория Просветителя» в искусстве хачкаров, «Эчмиадзин», 1984, № 4, с. 47–51 (на арм. яз.).
26. IX глава книги Даниила, переведенная с сирийского на армянский в V в., «Вестник Матенадарана», вып. 14, Ереван, 1984, с. 187–194 (на арм. яз.).
27. La plus ancienne traduction arménienne des Chroniques: Étude préliminaire. – «Revue des Études Arméniennes», N. S. 18, Paris, 1984, p. 215–225.
28. Памятники древнеармянской переводной литературы: вступительная статья к кн.: «Книга Бытия, критический текст, подготовленный А.С. Зейтуняном», Ереван, 1985, с. 5–78 (на арм. яз.).
29. Сирийские источники «Дидаскалии Григория Просветителя», «Вестник Матенадарана», вып. 15, Ереван, 1986, с. 95–109 (на арм. яз.).
30. Сиро-армянские литературные связи в IV–V вв. (Роль сирийской литературы в формировании древнеармянской словесности).– Автореферат диссертации на соискание ученой степени доктора филологических наук. Л., 1986, 34 с.
31. Греческие и сирийские литературные памятники, сохранившиеся в древних армянских переводах. – В кн.: Армянская и русская средневековые литературы. Ереван, 1986, с. 57–75.
32. К методологии изучения классических армянских переводов с сирийского. – «Тезисы докладов Международной конференции по средневековой армянской литературе». Ереван, 1986, с. 202–203.
33. Роль сирийцев в культурной жизни Киликийской Армении в XII–XIII вв., «Базмавеп», Венеция, 1987, с. 122–161 (на арм. яз.).
34. Армянский перевод жития св. Гераклида Кипрского «Эчмиадзин», 1987, № 9–10, с. 102–104 (на арм. яз.).
35. Сирийская редакция Агафангела (армянский перевод, вступление и примечания), «Эчмиадзин», 1987, № 11–12, с. 83–89; 1988, № 5–6, с. 44–54; 1989, № 4–6, с. 90–99 (на арм. яз.).
36. Сирийские источники об армяно-сирийских отношениях в XII–XIII вв., «Базмавеп», Венеция, 1988, с. 112–154 (на арм. яз.). Резюме на французском – с. 149–154.
37. По поводу 1500-летнего юбилея «Истории Армении» Мовсеса Хоренаци, газета «Айастани Анрапетутюн», 5.10.1991. Переиздание: Левон Тер-Петросян, Избранное, Ереван, 2006, с. 235–239 (на арм. яз.).
38. Предисловие к кн. «Левон Хачикян, Толкование Бытия Егише», Ереван, 1992, с. 7–18 (на арм. яз.).
39. Préface du livre «Claude Mutafian, Le royaume arménien de Cilicie. XIIe–XIVe siècle», Paris, 1993, p. 8–11.
40. «Толкование Иова» Ефрема Сирина как источник Езника Кохбаци, «Вестник Матенадарана», вып. 16, Ереван, 1994, с. 7–15 (на арм. яз.).
41. Памятники древнеармянской переводной литературы, «Пайкар» (журнал), Ереван, 1996, № 7–8, с. 6–21. Переиздание из: «Книга Бытия, критический текст, подготовленный А.С. Зейтуняном», Ереван, 1985, с. 29–78 (на арм. яз.).
42. Культурно-историческая ценность и научное значение армянского перевода Библии, «Библейская Армения: сборник материалов международной конференции», Ереван, 2005, с. 454–460. Переиздание из: «Книга Бытия, критический текст, подготовленный А.С. Зейтуняном», Ереван, 1985, с. 29–40 (на арм. яз.).
43. К 50-летию основания Академии наук Армении, газета «Айастани Анрапетутюн», 26.05.1994. Переиздание: Левон Тер-Петросян, Избранное, Ереван, 2006, с. 411–416 (на арм. яз.).
44. К 75-летнему юбилею Ереванского государственного университета, газета «Айастани Анрапетутюн», 12.10.1994. Переиздание: Левон Тер-Петросян, И

Избранное, Ереван, 2006, с. 439–443 (на арм. яз.).

#### Рецензии
1. Памятники армянской агиографии, вып. I, перевод с древнеармянского, вступительные статьи и примечания К. С. Тер-Давтян. Ереван, 1973, 328 с. – «Палестинский сборник», вып. 25 (88). Л., 1974, с. 183–185.
2. Иноязычные источники об Армении и армянах, т. 8. Сирийские источники, вып. 1, перевод с оригинала, предисловие и примечания Г. Г. Мелконяна. Ереван, 1976, 478 с. (на арм. яз.) – «Византийский временник», т. 39. М., 1978, с. 259–260.
3. GUY LAFONTAINE. La version arménienne des oeuvres d’Aphraate le Syrien, «Corpus Scriptorum Christianorum Orientalium» 382, Arm. 7 (texte), 383, Arm. 8 (traduction), Louvain, 1977, «Историко-филологический журнал», Ереван, 1978, № 2, с. 242–244 (на арм. яз.).
4. LOUIS LELOIR. Paterica armeniaca a P. P. Mechitaristis edita (1855) nunc latine reddita, «Corpus Scriptorum Christianorum Orientalium», t. I (vol. 353 Subs. 42), 1974; t. II (vol. 361 Subs. 43), 1975; t. III (vol. 371 Subs. 47), 1976, t. IV (vol. 379 Subs. 51), Louvain, 1976, «Историко-филологический журнал», Ереван, 1979, № 1, с. 255–257 (на арм. яз.).
5. Moses Khorenatsci, History of the Armenians. Translation and Commentary on the Literary Sources by Robert W. Thomson. Harvard University Press, Cambridge, Massachusetts, London, England, 1978, «Историко-филологический журнал», Ереван, 1980, № 1, с. 268–270 (на арм. яз.).
6. Prof. Thomson’s Edition of Khorenatsi Reviewed in Armenia. – «Armenian Mirror-Spectator», Boston, 21 Febr. 1981 (английский перевод предыдущей рецензии).
7. IRÉNÉE DE LYON. Nouveaux fragments arméniens de l’Adversus Haereses et de l’Epideixis. Introduction, traduction latine et notes par Charles Renoux. «F. Graffin, Patrologia Orientalis», t. XXXIX, fasc. 1, No 178, Brepols, Turnhout/Belgique, 1978, «Историко-филологический журнал», Ереван, 1981, № 4, с. 300–301 (на арм. яз.).
8. PHILON D’ALEXANDRIE, Quaestiones et Solutiones in Genesim, I et II, e versione armeniaca. Introduction, traduction et notes par Charles Mercier, «Les oeuvres de Philon d’Alexandrie, publiées sous le patronage de l’Université de Lyon. 34A», Paris, 1979, «Историко-филологический журнал», Ереван, 1981, № 4,  с. 302–303 (на арм. яз.).
9. FOLKER SIEGERT. Drei hellenistisch-jüdische Predigten. Ps-Philon: «Über Jona», «Über Simson» und «Über die Gottesbezeichnung, wohltätig verzehrendes Feuer», I, Übersetzung aus dem Armenischen und sprachliche Erläuterungen (Wissenschaftliche Untersuchungen zum Neuen Testament. 20), Tübingen, 1980, «Историко-филологический журнал», Ереван, 1981, № 4, с. 303–304 (на арм. яз.).
10. GERARD GARITTE, Scripta disciecta (1941–1977), t. I–II (Publications de l’Institut Orientaliste de Louvain, 21–22), Louvain, 1980, XXIX + 817 p., «Историко-филологический журнал», Ереван, 1984, № 1, с. 196–199 (на арм. яз.).
11. CLAUDE E. COX. The Armenian Translation of Deuteronomy (University of Pennsylvania. Armenian Texts and Studies, 2), Scholars Press, Chico, California, 1981, XXIV + 415 p., «Историко-филологический журнал», Ереван, 1984, № 1, с. 199–202 (на арм. яз.).
12. GABRIELE WINKLER. Das Armenische Initiationsrituale, Entwicklungsgeschichtliche und liturgievergleichende Untersuchung der Quellen des 3. bis 10. Jahrhunderts (Orientalia Christiana Analecta, 217), Roma, 1982, 476 S., «Историко-филологический журнал», Ереван, 1984, № 1, с. 203–205 (на арм. яз.).
13. Жанры армянской средневековой литературы. Ереван, 1984.– «Литературная Армения», 1985, № 8, с. 99–104.
14. HÉSYCHIUS DE JÉRUSALEM. Homélies sur Job. Version arménienne. Edition, introduction et notes par Charles Renoux, traduction par Charles Mercier et Charles Renoux. – In: F. Graffin, Patrologia Orientalis, t. 42, fasc. 1–2, № 190–191, Brepols, Turnhout/Belgique, 1983, 612 p., «Историко-филологический журнал», Ереван, 1987, № 4, с. 210–214 (на арм. яз.).
15. CHARLES RENOUX. La Chaîne arménienne sur les Epîtres Catholiques. I. La Chaîne sur l’Epître de Jacques. – In: F. Graffin, Patrologia Orientalis, t. 43, fasc. 1, № 193, Brepols, Turnhout/Belgique, 1985, 160 p., «Историко-филологический журнал», Ереван, 1987, № 4, с. 214–217 (на арм. яз.).
16. CLAUDE E. COX, Hexaplaric Materials Preserved in the Armenian Version. – Society of Biblical Literature. Septuagint and Cognate Studies Series, 21.– Scholars Press, Atlanta, Georgia, 1986, XV + 236 p., «Историко-филологический журнал», Ереван, 1987, № 4, с. 217–220 (на арм. яз.).
17. Е. Н. Мещерская. Легенда об Авгаре – раннесирийский литературный памятник (Исторические корни в эволюции апокрифической легенды). М., 1984, 250 с.– «Палестинский сборник», вып. 29 (92). Л., 1987, с. 179–182.

#### Редактированные книги
1. «Нерсес Шнорали»: сборник статей, Ереван, 1977 (на арм. яз.).
2. К.С. Тер-Давтян, Армянская агиография XI–XV вв., Ереван, 1980 (на арм. яз.).
3. «Шестоднев» Василия Кесарийского: Критический текст древнеармянского перевода, подготовил к изданию Ким Мурадян, Ереван, 1984 (на арм. яз.).
4. Книга Бытия: Критический текст древнеармянского перевода, подготовил к изданию А.С. Зейтунян, Ереван, 1985 (на арм. яз.).
5. П.П. Антабян, Вардан Аревелци: жизнь и деятельность, книга I, Ереван, 1987 (на арм. яз.).
6. П.П. Антабян, Вардан Аревелци: жизнь и деятельность, книга II, Ереван, 1989 (на арм. яз.).
7. Е.Н. Мещерская, Деяния Иуды Фомы (культурно-историческая обусловленность раннесирийской легенды), Москва, «Наука», Главная редакция восточной литературы, 1990, 243 с.
8. Левон Хачикян, «Толкование Бытия» Егише, Ереван, 1992 (на арм. яз.).
9. Пророчество Иеремии, перевод с древнеармянского Погоса Хачатряна, «Новый восточноармянский перевод Ветхого и Нового Заветов Библии», Св. Эчмиадзин, 1994, с. 1154–1257 (на арм. яз.).

#### Неизданное
(полные или полузавершенные монографии, статьи и доклады, в машинописном и рукописном виде хранящиеся в «Архиве Первого президента Армении»)
1. Сиро-армянские литературные связи в IV–V вв. (роль сирийской культуры в формировании древнеармянской словесности): докторская диссертация, 467 с.
2. Сирофильский армянский язык (Влияние сирийского на классический армянский язык), 300 с.
3. Армяно-сирийская библиография, 200 с. (на арм. яз.).
4. Древнейший армянский перевод «Церковной истории» Евсевия Кесарийского.
5. Об идентификации Андреаса Византийского  и обстоятельствах армянского перевода его «Пасхалия».
6. К вопросу архетипа армянского перевода «Посланий»  Игнатия Антиохийского.
7. Греческие апокрифы, переведенные на армянский с сирийского.
8. О двух греческих литературных памятниках, предположительно переведенных с сирийского на армянский: а. Список участников Никейского Собора; б. «Толкование евангелия от Иоанна» Иоанна Хризостома.
9. Языковая и текстологическая характеристика армянского перевода сборника гомилий Афраата (на арм. яз.).
10. Армянский перевод гомилий Зиновия Амидского, ученика Ефрема Сирина.
11. Армянские переводы сочинений Ефрема Сирина. Текстологический и библиографический обзор.
12. Армянский перевод «Книги веры» Ефрема Сирина: предисловие и критический текст, в соавторстве с французским арменистом Бернаром Утье.
13. Армянский перевод «Толкования Иезекиила» Ефрема Сирина: предисловие и критический текст.
14. Классические армянские переводы сирийских апокрифов.
15. Употребление Селевкидского летосчисления в древнеармянской словесности (на арм. яз.).
16. Средневековая оценка армяно-сирийских отношений (на арм. яз.).
17. Армянский перевод сирийского жития Авраама Кидунского: предисловие и критический текст.
18. Роль сирийского монастыря Джаукат (Гавикат) в отношениях Киликийского армянского королевства с Иаковитской церковью (на арм. яз.).
19. Об одной специфической конструкции будущего времени глагола в армянских переводах с сирийского (на арм. яз.).
20. Изучение научных и философских памятников древнеармянской переводной литературы в Советскую эпоху (на арм. яз.).
21. К методологии преподавания дисциплины «Армянская церковная литература» (на арм. яз.).
22. Армения и Сирия в III–XIV веках (на арм. яз.).
23. Проявления «тенденциозности» в армянских переводах V века (доклад).
24. Характерные черты начального периода армяно-сирийских литературных отношений (доклад).
25. О значении древнеармянских переводов сочинений Ефрема Сирина (доклад).
26. Сирийские рукописи Матенадарана: Краткое описание (на арм. и русск. яз.).
27. Заметки о Генеральном каталоге рукописей Матенадарана (на арм. яз.).

### Общественно-политические труды
(Из числа тысяч публикаций, разбросанных в разноязычной печати, в этот список включены только те материалы, которые представлены сборниками и отдельными брошюрами)
1. Предвыборная программа, Ереван, 1996, 16 с. (на арм. яз.).
2. Война или мир?, «Консервативная библиотека Шем», вып. 4, Ереван, 2001, 36 с. (на арм. яз.).
3. Будущее стучится в дверь, «Консервативная библиотека Шем», вып. 10, Ереван, 2002, 40 с. (на арм. яз.).
4. Избранное. Выступления, статьи, интервью: 1983–1998 гг., Ереван, 2006, 728 с. (на арм. яз.).
5. Анатомия и механика «Бандократии», издание Центра «Армат», Ереван, 2007, 42 с. (на арм. яз.).
6. Анатомия «Бандократии», Ереван, 2007, 28 с.
7. The anatomy of «Bandocracy». Engl. transl. by Alexander Arzoumanian and Melissa Brown, Yerevan, 2007, 26 p.
8. Дружеская беседа, Ереван, 2007, 32 с. (на арм. яз.).
9. Дружеская беседа, Ереван, 2007, 25 с.
10. A friendly Talk. Engl. transl. by Alexander Arzoumanian and Melissa Brown, Yerevan, 2007, 23 p.
11. История, идеология, типология, Ереван, 2007, 42 с. (на арм. яз.).
12. История, идеология, типология, Ереван, 2007, 32 с.
13. History, Ideology, Typology. Engl. transl. by Alexander Arzoumanian and Melissa Brown. Yerevan, 2007, 30 p.
14. Предвыборная программа или неспешные раздумья, Ереван, 2008, 32 с. (на арм. яз.).
15. Предвыборная программа или неспешные раздумья, Ереван, 2008, 32 с.
16. Выступление на Конгрессе Общенародного движения, Ереван, 2008, 34 с. (на арм. яз.).
17. Возвращение. Выступления, интервью, пресс-конференции: 2007–2009 гг., Ереван, 2009, 380 с. (на арм. яз.).
18. Армяно-турецкие отношения, Ереван, 2009, 96 с. (на арм. яз.).
19. Армянский геноцид. Взгляд с точки зрения государственности, Ереван, 2015, 160 с. (на арм. яз.).
20. Противостояние. Выступления, статьи, интервью: 2009–2015 гг. (на арм. яз., в печати).

## Главы правительств
Вазген Манукян /13 августа 1990 — 22 ноября 1991/
Гагик Арутюнян /22 ноября 1991 — 30 июля 1992/
Хосров Арутюнян /30 июля 1992 — 2 февраля 1993/
Грант Багратян /2 февраля 1993 — 4 ноября 1996/
Армен Саркисян /4 ноября 1996 — 20 марта 1997/
Роберт Кочарян /20 марта 1997 — 9 апреля 1998/

## Видео
- 2002: «Рукопись независимости», The manuscript of Independence — режиссёр Мкртчян Левон Гайкович
- https://www.youtube.com/watch?v=EERMf2jdMlc
- https://www.youtube.com/watch?v=sCOGxwGooHE